# Alex Faulkner
Selm Alexander Faulkner, född 21 maj 1936, död 7 april 2025, var en kanadensisk professionell ishockeyspelare. Han spelade i National Hockey League från 1961 till 1964 med Toronto Maple Leafs och Detroit Red Wings. Han blev då den första NHL-spelaren från Newfoundland och Labrador.
Återstående delen av hockeykarriären, som varade från 1952 till 1976, tillbringade han huvudsakligen i Newfoundland Senior Hockey League.
Faulkner dog vid 88 års ålder, den 7 april 2025.